# Kompania Piwowarska
Kompania Piwowarska is een Poolse brouwerijgroep met hoofdzetel in  Poznań. De brouwerijgroep is de grootste van het land en is in handen van de Japanse Asahi Group Holdings.

## Geschiedenis
De groep bestaat uit drie brouwerijen. De oudste brouwerij Tyskie Browary Książęce werd opgericht in 1629, Browar Dojlidy ontstond in 1768 en de jongste brouwerij Lech Browary Wielkopolski startte op 16 mei 1980.  In 1995 verkreeg South African Breweries (het huidige SABMiller) de meerderheid van de aandelen van de Lech Browary Wielkopolski en in 1996 de meerderheid van de aandelen van de Tyskie Browary Książęce. Op 4 mei 1999 worden de twee brouwerijen samengebracht in de Kompania Piwowarska. Op 30 april 2003 werd de Browar Dojlidy bij de groep opgenomen. In januari 2008 werd een vierde brouwerij Browar Belgia te Kielce overgekocht van Brouwerij Palm. Deze brouwerij werd in 2009 gesloten. In 2009 kocht SABMiller de resterende 28,1% van de Kulczyk Holding S.A. en werd zo 100% eigenaar van de groep. In december 2016 werden de Oost-Europese activiteiten van AB InBev (inmiddels gefuseerd met SABMiller) overgenomen door de Japanse Asahi Group Holdings voor een bedrag van 7,3 miljard euro, waaronder de merken als Tyskie, Lech (Polen), Pilsner Urquell (Tsjechië) en Dreher (Hongarije).

## Brouwerijen
- Tyskie Browary Książęce
- Browar Dojlidy
- Lech Browary Wielkopolski

## Bieren
- Tyskie
- Lech
- Żubr
- Dębowe Mocne
- Redd's (reeks fruitbieren)
- Gingers (gemberbier)
- Wojak
- Książęce